# ボンボヌール
ボンボヌールとは愛知県一宮市にかつて存在した洋菓子店、およびその事業を譲り受けた企業が用いた洋菓子のブランド名。
パリの名門洋菓子店「ジルヴェイ」と姉妹提携をしていた。
洋菓子店への転換直後に自転車で行商を行ってボヌール会などの頒布会を進め、ホテルや結婚式場と提携して引出物や土産用にカステラやバームクーヘンなどの洋菓子の納入を進めたほか、オリジナルパッケージ商品の販売をしており、1980年代半ばには売上高の約60％を外商が占めていた。
特に結婚式の引出物に強みを持ち、1980年代半ばには外商売上のうち約60％を占めていた。

## 歴史・概要
1916年（大正5年）1月に愛知県一宮市本町で近藤善七が和菓子店・萬壽堂を開いたのが始まりである。
1959年（昭和34年）4月に近藤金兵衛が心臓マヒで急死し、近藤久子が職人15人を抱えた萬壽堂を継承した。
その後、他店での修業を終えた近藤昌平が1964年（昭和39年）に萬壽堂を継承した。
ところが、1966年（昭和41年）に祖父の代からの職長が死去したことから、同年3月1日に洋菓子店に転業し、屋号を「まんじゅどうボヌール」に変更した。
そして、第1号のケーキとして生クリームを四角いスポンジケーキで包んだ座布団型の「ファンシー」を発売した。
しかし、洋菓子に転換したものの、従来の和菓子店時代の顧客が離れて売上が伸び悩んだことから、自転車でケーキの行商を行って徐々に売上を伸ばして軌道に乗せた。
この行商を発展させる形で頒布会のボヌール会を主催するようになった。
1969年（昭和44年）に名古屋市東区東門前町にパンとベーカリーの店を出店して名古屋へ進出し、1971年（昭和46年）7月に「株式会社 ボンボヌール」を設立して屋号を変更した。
1972年（昭和47年）に「全国洋菓子展示大品評会」で高松宮総裁賞と特別グランプリを同時に受賞しており、ホテルや結婚式場と提携して引出物や土産用にカステラやバームクーヘンなどの洋菓子の納入を進めた。
1973年（昭和48年）6月に一宮市大江にあった移転した銀行跡を買収して、2か月で改装してベーカリーセンターを開設した。
1975年（昭和50年）5月24日に完全自動化ラインを活かした無菌包装の生菓子「ちゃちゃ」を発売した。
洋菓子に転業後は、毎年のように新作の菓子を発売し、1978年（昭和53年）夏に一口サイズのケーキ「プチケーキ」を発売した。
1980年（昭和55年）3月15日に岐阜県岐阜市若宮町に岐阜本店を開店した。
1981年（昭和56年）3月15日に東京営業本部を東京都港区六本木に開設し、東京でのギフト商品の企画販売を開始した。
この東京進出時に、入江相政侍従長から「黒は高貴な色、魔除けの色」との言葉を貰ったことから、黒をシンボルカラーとして採用し、包装紙などを黒に統一した。
また、歌舞伎役者の松本幸四郎ら親子3代襲名披露の記念品を皮切りに、オリジナルパッケージ商品の販売を始め、高松宮家の葉山邸新築披露や日本経済新聞社の社長就任などの記念品などを担当した。
1984年（昭和59年）9月に一宮市緑5丁目に本社工場を建設して、一宮市大江1丁目のベーカリーから製造部門を移転した。
同年に大阪へ進出した。
1986年（昭和61年）12月に資本金800万円でボヌール・イン・コーポレーションを設立し、1987年（昭和62年）にハワイ・ワイキキの「ワイキキ・キング」を買収して「ワイキキ・ボンボヌール」と改称し、コンドミニアム形式のホテル事業に参入した。
1987年（昭和62年）3月15日に京都に進出して営業を開始した。
一宮市大江1丁目のベーカリーセンター跡地に1987年（昭和62年）3月31日に竣工したメゾン・ド・ボヌール1階にアンティーク店萬壽堂を開店して創業時の店名を復活させると共に、1階の約半分にはケーキ店を開店した。
工場用地として確保してあった小牧市曙町にコンドミニアム形式のホテル「ボヌールイン小牧」を1988年（昭和63年）5月に開業した。
1991年（平成3年）12月にー宮丹陽工場を開設した。
1993年（平成5年）7月に日本で初めてケーキの宅配サービスを開始した。
1994年（平成6年）夏に日枝神社の御神酒やゆずなどを使った「景気快福ケーキ」を発売した。

## 年表
- 1916年（大正5年）1月[9] - 愛知県一宮市本町で近藤善七が和菓子店・萬壽堂を創業[10]。
- 1959年（昭和34年）4月 - 近藤金兵衛が心臓マヒで急死し[11]、近藤久子が[12]継承[13]。
- 1964年（昭和39年） - 近藤昌平が継承した[14]。
- 1966年（昭和41年）
  - 3月1日[15] - 洋菓子店に転業し[15]、屋号を「まんじゅどうボヌール」に変更[16]。
  - 当社のケーキ第1号となったファンシーを発売[17]。
  - 自転車でケーキの行商を開始[7]。
- 1969年（昭和44年）[18] - 名古屋市東区東門前町にパンとベーカリーの店を出店して名古屋へ進出[19]。
- 1971年（昭和46年）7月 - 株式会社ボンボヌールを設立し[5]、屋号を変更[16]。
- 1972年（昭和47年） - 「全国洋菓子展示大品評会」で高松宮総裁賞と特別グランプリを同時受賞[19]。
- 1973年（昭和48年）8月 - 一宮市大江にベーカリーセンターを開設[19]。
- 1975年（昭和50年）5月24日 - 完全自動化ラインを活かした無菌包装の生菓子「ちゃちゃ」を発売[20]。
- 1978年（昭和53年）夏 - 一口サイズのケーキ「プチケーキ」を発売[21]。
- 1980年（昭和55年）3月15日 - 岐阜県岐阜市若宮町に岐阜本店を開店[22]。
- 1981年（昭和56年）3月15日[9] - 東京営業本部を東京都港区六本木に[2]開設し[9]、東京でのギフト商品の企画販売を開始[9]。
- 1984年（昭和59年）
  - 9月に一宮市緑5丁目に本社工場を建設し、ベーカリーから製造部門を移転[24]。
  - 大阪へ進出して営業を開始[1]。
- 1986年（昭和61年）12月 - 資本金800万円でボヌール・イン・コーポレーションを設立[25]。
- 1987年（昭和62年）
  - 3月15日 - 京都に進出して営業を開始[24]。
  - ハワイ・ワイキキの「ワイキキ・キング」を買収して「ワイキキ・ボンボヌール」と改称し、コンドミニアム形式のホテル事業に参入[25]。
- 1988年（昭和63年）5月[28] - 小牧市曙町にコンドミニアム形式のホテル「ボヌールイン小牧」を開業[27]。
- 1991年（平成3年）12月 - ー宮丹陽工場を開設[29]。
- 1993年（平成5年）7月 - 日本で初めてケーキの宅配サービスを開始[17]。
- 1994年（平成6年）夏[30] - 「景気快福ケーキ」を発売[31]。
- 2002年（平成14年） - 還暦を迎えた近藤昌平が社長を退任。[要出典]
- 2005年（平成17年） - 経営悪化により小売業から撤退・解散。洋菓子製造は株式会社ドゥーコムが譲り受け[32]、ボンボヌールの名前はドゥーコムが製造する商品のブランド名として引き続き使用された[33]。
- 2011年（平成23年） - ドゥーコムが破産、ブランド名としての「ボンボヌール」も消滅した[32]。
- 2020年（令和2年）2月13日 - 株式会社ボンボヌールの清算が結了[3]。

## 頒布会
洋菓子店への転換当初に行っていた自転車での行商を発展させる形で頒布会を主催するようになり、1993年（平成5年）7月に日本で初めてケーキの宅配サービスを開始した。
- ボヌール会 -「ボヌール会・ケーキのご案内」というパンフレットを配布し[34]、そこに記載された毎月宅配するケーキの中から1つでも購入すると会員になるケーキ頒布会で[34]、会員数が2万人を超えていた[35]。

- ソド・ノック倶楽部 - 「アマンディース」や「リンツァートルテ」などヨーロッパで昔から伝わるレシピを用いた伝統的な焼菓子を毎月宅配する頒布会として、1995年（平成7年）9月に運営を開始した[36]。

## 過去に存在した商品
- ファンシー

生クリームを四角いスポンジケーキで包んだ座布団型のケーキで、1966年（昭和41年）に発売した当社の洋菓子第1号となったケーキであった。
製造に携わった職人によって製法が引き継がれ、形状の似た商品が愛知県内十数箇所の洋菓子店などで販売されている。
- ボヌールかすてら

主力商品のカステラ。
- メモアール

生クリームで焼き上げたサブレー。
- 冠々

洋酒入りフルーツケーキ。
- バームクーヘン[6]。
- アマンド入りクッキー

塩味を効かせたアーモンド入りのクッキー。
- ちゃちゃ

抹茶風味の白あんやミルク風味の白あんを生クリーム生地でくるんだ菓子で、「茶々姫」から名付けらたもの。完全自動化ラインで作られた無菌包装の生菓子で、2か月間風味を変わらず楽しめる様になっていた。
- アーモンドボンボン

アーモンドを散りばめたチョコレートで、1977年（昭和52年）10月1日に発売した。
- ビクトリー

チェリー・ブドウ・リンゴ・アーモンド・クルミなどの果実をふんだんに入れ、リキュールのコアントローを混ぜたフルーツケーキ。
- オレンジケーキ

こってりとしたバターの風味が豊かなフルーツケーキ。
- ギャレフ

バターと卵を混ぜ合わせて焼き上げたサブレー。
- チョコレートケーキ

従来より日持ちがするようにしながら、生ケーキの特徴を残したしっとりとしたチョコレートケーキとして、1982年（昭和57年）12月に発売した。
- サケ·ケーキ

純白のカステラに日本酒を含ませたケーキで、ブランデーケーキよりもまろやかな味わいが特徴だった。
- ムーンデュエット

白いスポンジケーキにまろやかなチーズクリームやさわやかなレモンクリームを挟んだケーキ。
- ジュレ・バリエ

メロン・オレンジ・ワインをカルギダンで固めたゼリー。
- Jolie Secret（真珠ケーキ）

真珠の粉末やシルク繊維などを加えたヘルシーなケーキ。
- 食べるワイン

ワインに若干の糖分を加えてゼリーにしたもので、ポリフェノールやアルコール分を多く含む、未成年は禁止のゼリー。
- 消臭ゼリー

排泄物の脱臭効果があるとされる成分を含むゼリー。
- 景気快福ケーキ

日枝神社の御神酒やユズなどを使ったケーキ。新幹線などで一日2000本売れるヒット商品となった。
- 2000円お札ケーキ

札にちなんだサツマイモ使って焼き上げたケーキに2000円札に肖像が使われていた紫式部にちなんだ紫芋のペーストをサンドしたお菓子。2000円札の札束を模した小箱に入っており、それを現金輸送用のジュラルミンのアタッシュケース風の銀色の箱に入れていた。
- 黒字体質ケーキ

イカ墨を使った世界初の真っ黒なケーキ。

## 過去に存在した店舗

### 一宮市
- 一宮本店（愛知県一宮市本町3-3-3[2]）

萬壽堂創業の地にあった約20坪の敷地に建つ建物の1階にあった店舗で、2階と3階には近藤社長の自宅となっていた。
- 一宮駅前店（愛知県一宮市栄4-2-3保田火災海上一宮支店ビル[51]、1980年（昭和55年）7月3日開店[51]）

4階建て・延べ床面積約300m2で、開業時には、1階が洋菓子売り場とケーキ工場で、2階が喫茶店、3階が貸会議室、4階が事務所となっていた。
- 名鉄丸栄店（愛知県一宮市大志1-1[52]（旧・城崎通[6]））

名鉄丸栄百貨店地下1階に出店していた。
- サンテラス一宮店（愛知県一宮市両郷町1-6[53]サンテラス一宮1階[54]）

- 名岐バイパス店[55]（愛知県一宮市緑5丁目[24][56]、1984年（昭和59年）10月10日開店[57]）

中央工場1階の道路に面した部分に出店していた。

### 名古屋市
- 名古屋本部（愛知県名古屋市東区東桜2-12-25[52]（旧・東門前町2[6]）、1969年（昭和44年）開店[18]）

パンとベーカリーの店で、名古屋1号店。
- エスカ店（愛知県名古屋市中村区椿町[6]）

名古屋駅西口のエスカ地下街に出店していた。
- 中経ビル売店（愛知県名古屋市中村区泥江町[6]）

中経ビルの地下に出店していた。
- サンロード店（愛知県名古屋市中村区名駅地下街サンロード[58]

名駅地下街サンロードに出店していた。
- 栄ケーキプラザ（愛知県名古屋市中区錦3丁目19-30[52]）

第3ワシントン1階に出店していた。
- ライオンズホテル名古屋店（愛知県名古屋市中区栄1[6]、1973年（昭和48年）4月開店[6]）

喫茶と洋菓子の店舗を出店していた。
- 名古屋本店（愛知県名古屋市中村区名駅南1-3-18[2]、1978年（昭和53年）4月10日開店[21]）

広小路西通りの静岡銀行納屋橋支店跡地の557m2の敷地に鉄筋コンクリート造3階建ての店舗を建設して開店した。
1987年（昭和62年）10月5日に2階にコンサートホール「アバ」を開設した。
- 松坂屋店（愛知県名古屋市中区、1980年（昭和55年）5月1日開店[14]）

松坂屋本店地下1階に出店した約10坪の店舗で、当時としては珍しいケーキやクッキーなどの製造工程がガラス越しに見えるウィンドウベーカリー形式で出店していた。
- アピタ港店（愛知県名古屋市港区当知2-1501[61]ポートモール・アピタ港店1階[62]、1993年（平成5年）10月21日開店[61] - 2006年（平成18年）9月1日退店[63]）

- 大高店（愛知県名古屋市緑区大高町鶴田10-2 佐藤ビル1階[64]）

### 尾張
- 半田店（愛知県半田市青山町[65]、1990年（平成2年）3月31日開店[65]）

南成岩駅前の名鉄百貨店の半田ギフトショップの入るビルの上の階に出店した店舗で、フルコースの楽しめるレストランを併設していた。
- ザ・モール春日井店（愛知県春日井市六軒屋町字東丘22[66]ザ・モール春日井地下1階[67]）
- ユニー岩倉店（愛知県岩倉市旭町１丁目 ２５番地・1階西口横、喫茶コーナーもあった時があった。現アピタパワー岩倉店）

### 三河
- スタシオン504（愛知県岡崎市[68]、1990年（平成2年）12月23日開店[69]）

約1,200坪の敷地に、喫茶店（33坪、48席）やビストロ・ビエスモンテ（36坪、40席）、ブラスリー・イルピカソ（64坪、120席）、30坪と36坪のバンケットや工場を併設した洋菓子店としては大型の店舗として開設された。
- ネクステージ知立店（愛知県知立市長篠町大山18-1[70]ネクステージ知立1階[71]、1994年（平成6年）11月10日開店[72]）

### 岐阜県
- 岐阜店（岐阜県岐阜市真砂町5[6]）

- 岐阜本店（岐阜県岐阜市若宮町3-24[22]、1980年（昭和55年）3月15日開店[22]）

- 可児店（岐阜県可児市下恵土5750[73]パティオ専門店街1階[74]、1997年（平成9年）4月24日開店[73]）

### 三重県
- マイカル桑名店（三重県桑名市西方1-22[75]マイカル桑名・一番街1階[76]、1995年（平成7年）3月24日開店[75]）

## 過去に存在した事業所
- 一宮ベーカリーセンター（愛知県一宮市大江1丁目12[52]、1973年（昭和48年）8月開設[19]）

2階建て。
エレクトリックオーブン・アルミフーズフォルダー・自動包装機などを備えた連続自動ラインで、生菓子の無菌製造を可能とした工場であった。
1984年（昭和59年）9月に一宮市緑5丁目の本社工場へ移転して閉鎖。
- メゾン・ド・ボヌール（愛知県一宮市大江1丁目[24]、1987年（昭和62年）3月31日竣工[26]）

ベーカリーセンター跡地の396m2の敷地に建設した5階建ての建物で、1階にアンティーク店萬壽堂とケーキ店を開店した。
- 中央工場（愛知県一宮市緑5丁目[24][56]、1984年（昭和59年）10月10日操業開始[57]）

敷地面積2,747.47m2、建築面積1,264.78m2、延べ床面積2,397.84m2
ケーキ・クッキー・アイスクリームなどを製造する工場として開設され、2階には工場見学コースも設置されていた。
資金調達や工場設計・設備選定まで自社で行って建設した。
- ー宮丹陽工場（愛知県一宮市、1991年（平成3年）12月開設[29]）

年商100億円まで対応可能な規模で建設された工場だった。
- 東京営業本部（東京都港区六本木4-3-6三河台ハイツ[77]、1981年（昭和56年）3月15日開設[77]）